# John Locke
John Locke, född 29 augusti 1632 i Wrington i Somerset, död 28 oktober 1704 i High Laver i Essex, var en engelsk filosof och politisk tänkare. Han har haft stor betydelse för empirismen inom filosofi och för liberalismen inom politiken. Han inspirerade även till  USA:s självständighetsdeklaration och konstitution samt andra västerländska demokratiers politiska system. Locke ansåg, likt Aristoteles, att människan föds som ett oskrivet blad (tabula rasa) och att all kunskap kommer från erfarenhet.

## Biografi

### Lockes uppväxt och tidiga liv
John Locke växte upp i Pensford strax söder om Bristol i en kristen familj. Hans far var åklagare och kämpade på parlamentsanhängarnas sida i det engelska inbördeskriget. Faderns kontakter hjälpte Locke att komma in vid Westminster School, en av Englands främsta skolor vid den tiden. Skolan undervisade latinstudier enligt en ensidigt grammatisk metod, utantilläsning och författande av latinska uppsatser om ämnen som Locke inte förstod. 
Vid tjugo års ålder skrevs Locke in vid Christ Church College i Oxford, där han studerade retorik, geometri, grammatik, moralfilosofi och grekiska. Vid universitetet började Locke med teologi och klassiska studier. Här förmedlades den puritanska livsåskådningen i skolastisk form. Locke, som var frisinnad, ogillade både formen och innehållet. Han övergick därför snart till läkarstudier istället. 
Att Lockes tidiga studier var kemi och medicin – snarare än matematik som för Descartes – hade förmodligen stor betydelse för hans senare tänkande. Kemisten Robert Boyle och den medicinske reformatorn Thomas Sydenham, utövade ett stort inflytande på honom. De hävdade de experimentella och empiriska metodernas betydelse inom sina respektive vetenskapsområden. Robert Boyle blev en nära vän till Locke. De filosofiska intressena väcktes i studiet av Descartes skrifter. Men han studerade också Hobbes och Gassendi. År 1656 tog Locke kandidatexamen och magisterexamen 1658.

### Senare liv
På grund av svag hälsa kunde Locke inte bli praktiserande läkare. Efter examen tjänstgjorde han istället som mentor för studenter vid Oxford under fyra år och tillbringade även ett år (1665) som legationssekreterare vid det brandenburgska hovet. År 1667 lärde Locke känna Anthony Ashley Cooper. Denne anlitade Locke som sekreterare, läkare och uppfostrare för hans son i London. Han var lärare åt lord Shaftesburys sonson, filosofen Anthony Ashley Cooper, 3:e earl av Shaftesbury.  När Shaftesbury blev lordkansler 1672, gav han Locke en hög statstjänst och även när Shaftesbury 1679 blev premiärminister. Shaftesbury avskedades från bägge dessa uppdrag (1675, 1682) och därmed förlorade även Locke sina befattningar. 
Redan 1668 företog Locke en resa till Frankrike och Italien. Åren 1675–1679 tillbringade han i Paris och Montpellier. När Shaftesbury, som deltagit i en sammansvärjning, flydde till Nederländerna följde Locke honom dit mellan åren 1683–1688. I Nederländerna var Locke verksam både som författare och som politiker. Han arbetade särskilt med sina tre brev om toleransen (1689, 1690, 1692) och sitt främsta verk, An Essay Concerning Human Understanding (fullbordat 1687). Locke stod i nära förbindelse med prinsen av Oranien och när denne genomfört 1688 års revolution och blivit Englands kung, återvände Locke till England. Där förlänade den nye kungen honom höga statsämbeten, först vid appellationsdomstolen, därefter i ministeriet för handeln och kolonierna. Under ett årtionde utövade Locke ett betydelsefullt inflytande. Han verkade för religionsfrihet och tryckfrihet, för myntreformer och förbättringar i fattigvården. Revolutionens idéer pläderade han för i Two treatises of government (1690) och om myntreformen utgav han tre uppsatser åren 1692–1695. År 1693 utkom Some thoughts on education och 1695 The reasonableness of Christianity. År 1697 drog sig Locke undan från det offentliga livet och tillbringade sina sista år på herrgården Oates i Essex hos Francis Masham. Två år efter Lockes död (1706) utkom On the conduct of the understanding och Elements of natural philosophy.

## Teoretisk filosofi
Lockes teoretiska filosofi, vilken han framställer i An Essay Concerning Human Understanding, är framförallt ett försök att lösa den kunskapsteoretiska frågan om giltigheten och gränserna för våra kunskaper. Denna fråga identifierar han med den psykologiska frågan om kunskapernas uppkomst. Om vi får veta hur kunskaper uppstår, följer enligt hans mening, omedelbart vilka av kunskaperna som är sanna, vilka som är falska och hur långt vår förmåga till kunskap sträcker sig. 
Han börjar sin framställning med ett bestämt förnekande av den rationalistiska läran om "medfödda idéer". Locke tolkar uttrycket bokstavligt och menar att detta är begrepp och omdömen som finns hos alla människor från födseln. Den rationalistiska läran menar att vissa moraliska och religiösa grundsatser (eller logiska principer som motsägelselagen) skulle vara "medfödda idéer". Alla dessa grundsatser är däremot okända för barn, vildar och flertalet obildade människor. Ett barn vet tidigt att sött inte är surt och att ett riskorn inte är ett körsbär, men förstår däremot ännu inte tanken att A inte är icke-A. Det är inte denna sats själv som är medfödd, men väl förmågan att på ett visst utvecklingsstadium tänka den. I den bemärkelsen är dock alla våra idéer medfödda, eftersom vi av naturen inte kan förstå någon av dem utan en motsvarande medfödd förmåga – ett naturligt anlag. 
Enligt Locke är sanningen att vår kunskapsförmåga ursprungligen är som ett blankt papper (tabula rasa), på vilket erfarenheten skriver de ord som utgör våra kunskaper. Genom våra sinnen får vi sensationer som gör att vi lär känna tingen och deras egenskaper. Dessutom har vi en inre erfarenhet med vilken vi uppfattar våra egna inre själstillstånd i form av "reflexioner". På en av dessa vägar uppstår alla enkla idéer hos oss, varvid medvetandet förhåller sig övervägande passivt mottagande. Av dessa enkla idéer bildar medvetandet sammansatta idéer genom kombination, komparation och abstraktion. Medvetandet namnger sedan idéerna, med hjälp av språket. 
Avseende idéernas sanningsvärde menar Locke att enkla reflexioner motsvarar våra själstillstånd. Till exempel, om vi uppfattar en grön färg, så har vi verkligen en grönförnimmelse. Men Locke tvivlar på om dessa sinnesintryck verkligen motsvarar de exakta egenskaperna hos de föremål som orsakar dem. Vi kan uppfatta en färg som grön, men det betyder inte nödvändigtvis att objektet verkligen har den egenskapen av att vara grönt. Istället följer han kemisten Boyles uppdelning av Primära och sekundära kvaliteter.
Till primära kvaliteter hos tingen räknar han soliditet, utsträckning, figur och rörelse. Primära kvaliteter finns fysiskt i objekten och kan upplevas av oss mer objektivt. Sekundära kvaliteter däremot, som färg och doft, är mer beroende av våra sinnesintryck och kan variera beroende på individuella uppfattningar. 
Locke anser det självklart att det som har egenskaper måste ha en substans som bär dem. Även om vi inte kan tänka eller säga vad denna substans är, tror han att den måste finnas för att det inte ska vara orimligt att anta egenskaper. Locke anser att det finns en absolut substans, Gud, som är bevisat genom att världen måste ha en högsta orsak. 
Sanning och falskhet kan , enligt Locke utsägas endast om omdömen. Ett begrepp är i sig självt varken sant eller falskt utan blir det först genom att utsägas om något. Locke indelar omdömena i följande typer: 
1. Omdömen om identitet eller motsats mellan våra föreställningar.
2. Omdömen, i vilka icke identiska, men heller icke motsatta föreställningar sätts i logiskt förhållande till varandra, exempelvis i bevisade matematiska satser.
3. Omdömen angående någots existens.
4. Omdömen om koexistens eller "nödvändigt sammanhang".

Om våra tankar är klara, inser vi snabbt om de är lika eller olika. På det sättet blir vi intuitivt säkra på omdömen av den första typen. Från dessa klara grundtankar kan vi sedan bevisa omdömen av den andra typen, vilket ger oss starkt stöd för deras sanning. Enligt Locke är det möjligt att vara säker på sådana omdömen inom moralläran (förutom i matematiken). Omdömen om existens har antingen en stark känsla av att vi själva existerar, en stark bevisning för Guds existens, eller en hög grad av sannolikhet genom analogier när det gäller andras existens. Omdömen av den fjärde typen är inte självklara och svåra att bevisa. Eftersom de bygger på personliga erfarenheter kan de inte anses som allmängiltiga sanningar. Naturvetenskap, förutom tillämpad matematik, består av dessa typer av omdömen, och enligt Locke kan de inte uppnå samma grad av säkerhet som matematiken och moralläran. Detta visar tydligt att Locke inte är en radikal sensualist, utan hans empirism blandas med en del rationalism.

## Moral och religion
Inom moralläran och religionsfilosofin vidhåller Locke sitt förnekande av de medfödda idéerna. Men han anser att erfarenheten ger bevis för Guds existens. I samband därmed antar han möjligheten av en naturlig teologi som grundas på endast förstånd och erfarenhet, men flertalet människor har inte tillräcklig bildning, tid eller intresse för att med en sådan religionslära fylla sina andliga behov. Därför har Gud, förutom den omedelbara uppenbarelsen i naturen, skänkt oss en omedelbar uppenbarelse i kristendomen, vars verkliga innehåll inte strider mot förståndet. Det är därför just vårt förstånd som säger oss att vi bör omfatta den kristna tron på Jesus såsom frälsare och på det av honom framställda sedliga idealet. Människans handlingar bedöms efter hur de förhåller sig till följande lagar, som genom belöningar och straff inverkar på vår lycka: 
1. Den gudomliga lagen, på grund av vilken man skiljer mellan plikt och synd.
2. Den borgerliga lagen, som leder till skillnaden mellan oskyldiga handlingar och brott.
3. Den offentliga meningens lag, som ligger till grund för omdömen om dygd och last.

På överträdelser av den första lagen följer osalighet i livet efter detta, av den andra juridiska straff och av den tredje medmänniskors ogillande. De två senare lagarna bör bringas i överensstämmelse med den första lagen och blir endast genom den, fullt verksamma bland de bristfälliga människorna. Locke förnekade inte att det finns handlingar som är moraliskt riktiga och goda i sig själva på ett sätt som omedelbart uppfattas av vårt förstånd och sanktioneras av Guds vilja. Hans betonande av dygdens samband med lyckan och de orätta handlingarnas samband med olycka avser inte själva moralprincipen utan moralens utsikter att bli förverkligad av människorna.

## Samhällsvetenskap
Inom statsläran bekämpar Locke å ena sidan Robert Filmers lära om ett patriarkaliskt konungadöme av Guds nåde (framställd till försvar för Stuartarnas maktanspråk) och å andra sidan den form av absolut monarki, som Thomas Hobbes anvisat som den enda räddningen från "allas krig mot alla" i naturtillståndet. Konungamakten har inte en patriarkalisk rätt över undersåtarna, för fadersväldet upphör vid barnens myndighet, och kan inte heller som grund för sina absoluta anspråk åberopa en gudomlig instiftelse, för underordnandet är en yttring av statsmedlemmarnas fria vilja och den styrande kan åberopa en gudomlig rätt endast så länge han som lagens högste vårdare styr med folkets vilja. 
Naturtillståndet är inte ett krigstillstånd. Redan före staten finns en naturrätt, som var och en har över sin egen person och sin egendom. Men i avsaknad av en allmän lag och en gemensam rättsskipning blir naturtillståndet ett tillstånd av osäkerhet och bristande rättsskydd. Därför träffar medborgarna en fri överenskommelse om upprättandet av en statsmakt. Den överenskommelsen förnyas i tysthet av var och en när man uppnår myndighetsåldern och intar sin plats i en viss stat. Eftersom statsfördragets syfte är värnandet av individernas frihet kan det inte, såsom Hobbes lärde, innebära att man avstår från denna frihet. Statsmakten måste därför förbli i folkets händer. Folkets vilja tillkännages genom majoritetsbeslut, vilka bör gå ut på att värna individernas rätt och frihet. Den högsta statsmakten är den lagstiftande som folket utövar genom valda representanter, utan vilkas samtycke inga skatter får indrivas. Den utövande makten lämnas bäst i en enda hand, konungens. Denne bör också ha den federativa makten, makten över förhållandena till andra stater. Rättsskipningen bör utövas av självständiga domare.
Konungen står själv under lagen. Bryter konungen mot den återvänder suveräniteten till folket, vars trohetsed gäller lagen och ej en lagbrytande despot. Revolutionen blir ett berättigat nödvärn mot en rättskränkande monark.
Några få år efter det frihetstida statsskickets införande i Sverige lät den nya regeringsmakten översätta Lockes viktigaste statsrättsliga verk (andra delen av Two Treatises on Government) till svenska och boken trycktes av det kungliga tryckeriet. 

## Pedagogik
Lockes pedagogiska åsikter bestämdes dels av hans motvilja mot den skolastiska och humanistiska formalism, som han själv upplevde i skolan och vid universitetet och dels av det humanitetsideal som hos honom utbildats under hans senare liv bland högt bildade, engelska statsmän och ämbetsmän, varjämte han tydligen påverkats av Michel de Montaignes skrifter och sina medicinska studier. Sitt huvudarbete om uppfostran börjar han med att citera Juvenalis' maxim om en sund själ i en sund kropp och med kloka föreskrifter för den kroppsliga uppfostran, varvid han med någon överdrift tillråder härdande av barnens kroppar. Uppfostrans viktigaste uppgift ser han i den moraliska karaktärsbildningen genom vana, föredöme och vädjan till barnens hederskänsla och förstånd, i syfte att lära dem behärska sina begär. Samtidens missbruk av kroppsstraffen hade i Locke en avgjord motståndare. Däremot krävde han hänsyn till barnens individualitet och ville att undervisningen under barnaåren skulle göras så roande som möjligt. I jämförelse med den kroppsliga och moraliska uppfostran tillmätte han den bokliga bildningen en underordnad betydelse och fordrade att ungdomen skulle studera endast de ämnen som de verkligen kunde ha nytta i livet. Lockes Some thoughts on education hade ursprungligen formen av brev i vilka han gav sin vän Clarke råd om dennes uppfostran av sin son. Därför handlar skriften endast om en engelsk gentlemans uppfostran. Man kan därför förstå att Locke (med tanke på de engelska skolornas dåliga tillstånd vid den tiden) tillrådde uppfostran i hemmet av enskild informator framför skolgång. Men i en skrivelse till den engelska regeringen föreslog han (1697) upprättandet av arbetsskolor i vilka de fattigas barn från 3 till 14 års ålder skulle få mat och lära sig att arbeta.

## Lockes inflytande
Lockes skrifter har utövat stort historiskt inflytande. Många av upplysningstidens viktigaste tankeriktningar inom filosofi, politik och pedagogik kan föras tillbaka till honom. Detta inflytande spåras inom till exempel den logiska positivismen och psykologismen, den teologiska rationalismen, den politiska konstitutionalismen och den pedagogiska utilitarismen. Om vi vid studium av hans skrifter ser bristande djup i undersökningarna, kan detta bero på att så mycket av hans åsikter redan upptagits i vår tids allmänna bildade föreställningssätt och därför förefaller oss självklart. Det kan också bero på att hans efterföljare, som till exempel Hume och Kant inom kunskapsteorin, Mill och Alexander Bain inom psykologin, de engelska "fritänkarna" och de tyska rationalisterna inom teologin, Montesquieu inom politiken och Rousseau inom pedagogiken, kunnat föra arbetet långt vidare, just tack vare den goda grund som Locke lade.

## Utmärkelser
Asteroiden 7010 Locke är uppkallad efter honom.